# Rokada

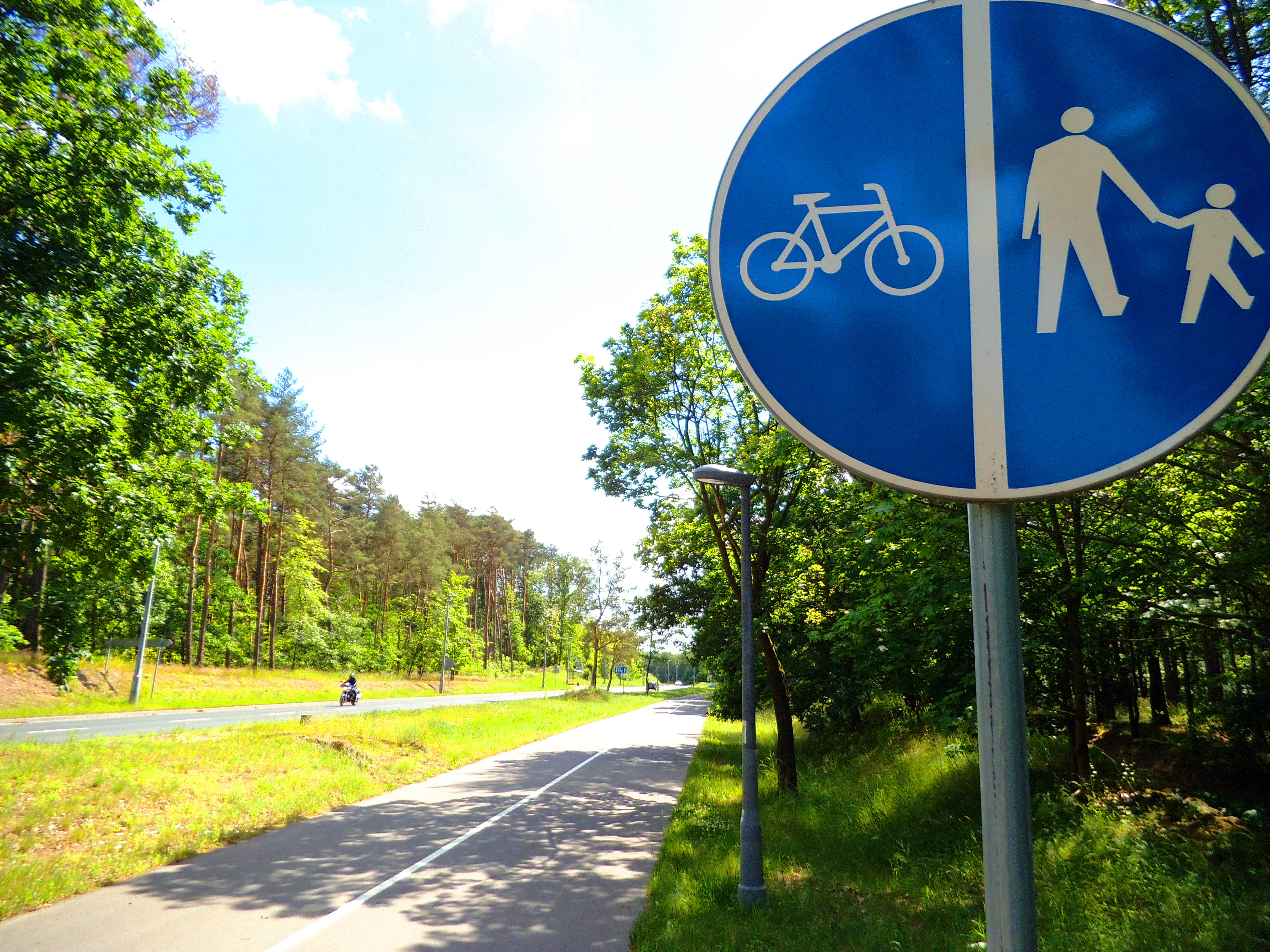
Dawna droga rokadowa Twierdzy Toruń (w sąsiedztwie Fortu VII), obecnie trakt pieszy i droga rowerowa

Rokada, droga rokadowa – droga biegnąca równolegle do linii frontu, prostopadle lub skośnie do zasadniczego kierunku działania wojsk w natarciu.
Wykorzystywana jest do przegrupowań wojsk, zwłaszcza II rzutów (odwodów), artylerii i środków zaopatrzenia logistycznego. W zależności od szczebla utrzymującego drogę rozróżnia się drogi rokadowe: batalionowe, brygadowe, dywizyjne i korpuśne, a także pułkowe, armijne i frontowe. Wiele z nich jest używana do dzisiaj, jako lokalne ulice. Dla przykładu drogami rokadowymi Twierdzy Kraków były dzisiejsze ulice Jacka Malczewskiego i Bardosa, a Twierdzy Toruń – dzisiejsze ulice Polna, Szosa Okrężna i Okólna.